# Formação Dinosaur Park
A Formação Dinosaur Park (lit. Formação do Parque dos Dinossauros) é o membro superior do Grupo do Rio Belly (também conhecido como Grupo Judith River), uma importante unidade geológica no sul de Alberta, Canadá. Foi formada durante o andar Campaniano do Cretáceo Superior, entre cerca de 76,9 e 75,8 milhões de anos atrás. Sua deposição ocorreu em combinação de ambientes aluviais e de planície costeira e é delimitado pela Formação Oldman abaixo dela e pela Formação Bearpaw, de constituição marinha, acima dela.
A Formação Dinosaur Park contém densas concentrações de esqueletos de dinossauros, tanto articulados quanto desarticulados, que costumam ser encontrados com restos preservados de tecidos moles. Restos de outros animais, como peixes, tartarugas e crocodilianos, assim como restos de plantas, também são abundantes. A formação recebeu o nome baseada no Parque Provincial dos Dinossauros, um Patrimônio Mundial da UNESCO, onde a formação é bem exposta nas terras áridas que flanqueiam o Rio Red Deer.

## Descrição

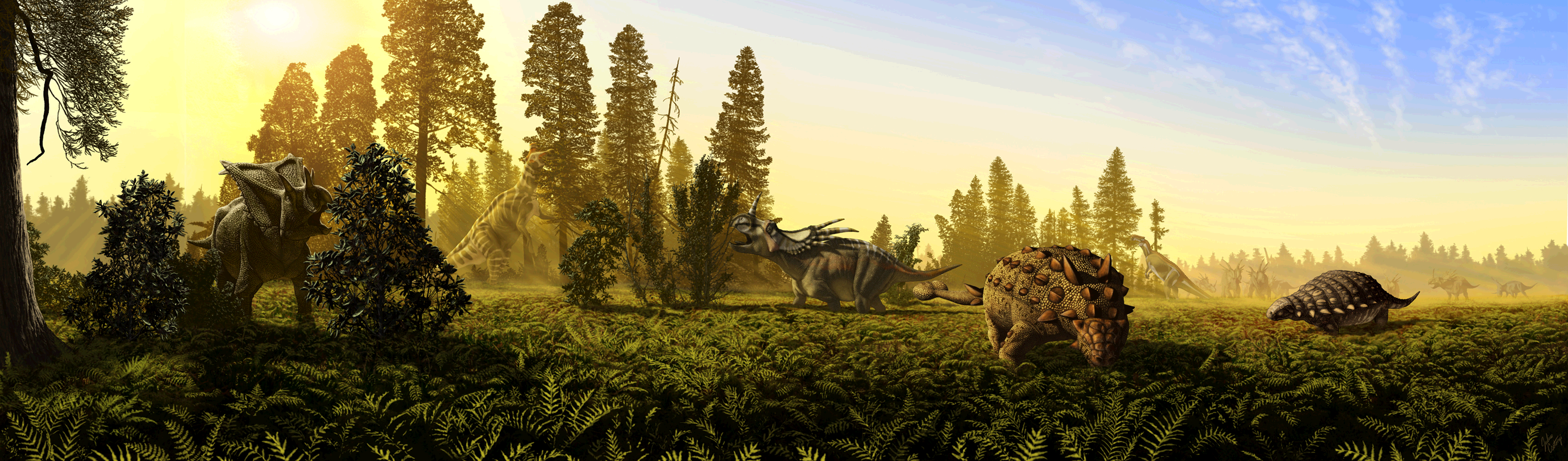
Restauração da paleofauna de dinossauros da Formação Dinosaur Park. Da esquerda para direita: Chasmosaurus, Lambeosaurus, Styracosaurus, Scolosaurus, Prosaurolophus, Panoplosaurus, e uma manada de Styracosaurus ao fundo

A Formação Dinosaur Park é composta por sedimentos derivados da erosão das montanhas a oeste. Foi depositado em uma planície aluvial à costeira por sistemas fluviais que fluíam para leste e sudeste até o Mar de Bearpaw, um grande mar interior que fazia parte do Mar Interior Ocidental. Esse mar gradualmente inundou a planície costeira adjacente, depositando os folhelhos marinhos da Formação Bearpaw no topo da Formação Dinosaur Park.
A Formação Dinosaur Park tem cerca de 70 metros de espessura no Parque Provincial dos Dinossauros. A porção inferior da formação foi depositada em ambientes de canais fluviais e consiste principalmente de arenitos cruzados de granulação fina a média. A porção superior, que foi depositada em ambientes de várzea e planícies inundadas, consiste principalmente de argilitos maciços a laminados, ricos em matéria orgânica, com vestígios de raízes abundantes e camadas finas de bentonita. A Lethbridge Coal Zone, que consiste em várias camadas de carvão de baixo nível intercaladas com argilitos e siltitos, marca o topo da formação.
Os sedimentos da Formação Dinosaur Park são semelhantes aos da Formação Oldman subjacente e foram originalmente incluídos nessa formação. As duas formações são separadas por uma discordância regional, entretanto, e se distinguem por diferenças petrográficas e sedimentológicas. Além disso, restos de esqueletos articulados e leitos ósseos são raros na Formação Oldman, mas abundantes na Formação Dinosaur Park.

### Bioestratigrafia
A Formação Dinosaur Park pode ser dividida em pelo menos duas faunas distintas. A parte inferior da formação é caracterizada pela abundância de Corythosaurus e Centrosaurus. Este grupo de espécies é substituído mais alto na formação por uma fauna ornitísquia diferente, caracterizada pela presença de Lambeosaurus e Styracosaurus. O aparecimento de várias espécies novas e raras de ornitísquios no topo da formação pode indicar que uma terceira fauna distinta substituiu a segunda durante a transição para sedimentos mais jovens, não pertencentes ao Parque dos Dinossauros, ao mesmo tempo em que um mar interior transgride para a terra , mas há menos restos aqui. Um paquirrinossauro sem nome, Vagaceratops irvinensis e Lambeosaurus magnicristatus podem ser mais comuns nesta terceira fauna.
A linha do tempo abaixo segue uma síntese apresentada por Fowler (2017) com informações adicionais de Arbor et al. 2009, Evans et al. 2009 e Penkalski, 2013. As Zonas de Associação de Megaherbívoros (MAZ) seguem os dados apresentados por Mallon et al., 2012.